# Draft juniorů KHL
Draft juniorů KHL byla událost Kontinentální hokejové ligy, ve které týmy mohly získat práva na dostupné amatérské a mládežnické hráče na základě modelu vstupního draftu NHL. Byl zaveden v roce 2009 a zrušen v roce 2017. Hlavním bodem kritiky bylo, že draft odstranil motivaci pokračovat v tréninku juniorských hráčů na nejvyšší úrovni, protože nejúspěšnější juniorské programy v zemi (na rozdíl od systému v Severní Americe) jsou udržovány samotnými týmy KHL.

## Formát
Pořadí draftu bylo stejné jako v obrácené tabulce předchozí sezóny. Týmy nově přijaté do ligy hlasovaly jako poslední. Na první akci v roce 2009 se konala celkem čtyři kola. Zúčastněné týmy mohly hlasovat pro všechny hráče ve věku od 17 do 21 let, kteří nebyli v době konání akce chráněni jinými týmy nebo již měli smlouvu s jiným týmem KHL. Mohli být vybráni absolventi škol, které nespolupracují s týmem KHL, stejně jako absolventi škol, které spolupracují s týmem KHL, ale nebyli součástí juniorského týmu Ruské hokejové federace. Zbylým týmům bylo umožněno "chránit" 15 hráčů, kteří nemohli být vybráni v draftu.

## Seznam juniorských draftů KHL
| Draft | Místo                               | Město                 | Datum                           | Počet draftovaných | 1. výběr                                |
| ----- | ----------------------------------- | --------------------- | ------------------------------- | ------------------ | --------------------------------------- |
| 2009  | Gazprom Export HQ                   | Moskva, Rusko         | 1. června 2009                  | 91                 | Michail Pašnin (HC CSKA Moskva)         |
| 2010  | KHL HQ                              | Moskva, Rusko         | 4. června 2010                  | 188                | Dmitrij Jaškin (Sibir Novosibirsk)      |
| 2011  | Aréna Mytišči                       | Mytišči, Rusko        | 28. května 2011                 | 134                | Anton Slepyšev (Metallurg Novokuzněck)  |
| 2012  | Ledovaja Arena Traktor              | Čeljabinsk, Rusko     | 25. května 2012 26. května 2012 | 166                | Děnis Alexandrov (SKA Saint Petersburg) |
| 2013  | Aréna Družba                        | Doněck, Ukrajina      | 25. května 2013 26. května 2013 | 174                | Dmitrij Osipov (Amur Chabarovsk)        |
| 2014  | Ledový palác                        | St. Petersburg, Rusko | 8. května 2014                  | 208                | Kirill Kaprizov (Metallurg Novokuzněck) |
| 2015  | VTB Ice Palace                      | Moskva, Rusko         | 24. května 2015                 | 133                | Artyom Maltsev (HK Soči)                |
| 2016  | Hotel Renesanční moskevský panovník | Moskva, Rusko         | 23. května 2016                 | 147                | Venjamin Baranov (Admiral Vladivostok)  |